# Joe McDonnell (rugbista)
Joseph Michael McDonnell, detto Joe (Hastings, 1º marzo 1973), è un allenatore di rugby a 15 ed ex rugbista a 15 neozelandese.

## Biografia
Joe McDonnell cresce a Te Aroha trasferendosi poi a Central Otago dove inizia a giocare rugby a 13 passando in seguito al rugby a 15 sempre con la rappresentativa di Otago dove diventa titolare fisso giocando tutte le gare della stagione 1999.
Dopo varie esperienze in Nuova Zelanda in cui registra presenze anche con gli Hurricanes di Wellington, viene acquistato dai Newcastle Falcons per la stagione 2006-2007 al fianco di giocatori del calibro di Jonny Wilkinson e Carl Hayman.
Nel 2010 sbarca in Italia, dopo una breve parentesi spagnola al CR El Salvador, dove ricopre il ruolo di allenatore e giocatore per due stagioni nella compagine umbra del Rugby Gubbio. Nel 2013 viene ingaggiato dal Rugby Rovigo come allenatore della mischia veneta. Nel 2016 sempre a Rovigo, dopo l'esonero di Filippo Frati, diventa primo allenatore riuscendo nell'impresa di portare la squadra alla vittoria, dopo 26 anni di attesa, del Campionato Italiano d'Eccellenza. Segue una buona stagione 2016-2017 che culmina con il secondo posto dove il Rovigo Rugby viene sconfitto dal Calvisano nella finale di campionato.
Vanta otto presenze con gli All Blacks dove scende in campo al fianco di Jonah Lomu, Jerry Collins, Tana Umaga e Richie McCaw. Realizza la sua unica meta con la nazionale neozelandese contro l'Italia durante il tour estivo 2002 degli azzurri nella partita vinta dagli All Blacks l'8 Giugno con un risultato finale di 64-10.
Oltre alle presenze con la nazionale neozelandese, Joe McDonnell è stato selezionato anche per la rappresentativa All Blacks Maori composta da soli giocatori di etnia Maori.

## Palmarès

### Giocatore
- National Provincial Championship: 1
Otago: 1998
- Campionati spagnoli: 1
El Salvador: 2009-10

### Allenatore
- Campionati italiani: 1
Rovigo: 2015-16